# オノ (潜水艦)

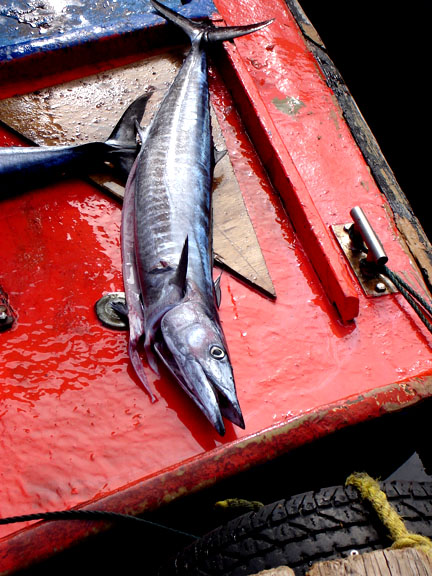
カマスサワラ（ハワイ語Ono）

オノ (USS Ono, SS-357) は、アメリカ海軍の潜水艦。バラオ級潜水艦の一隻。艦名はハワイ語でカマスサワラを指し、英名Wahooの語源といわれる。その名を持つ艦としては2隻目。
オノはコネチカット州グロトンのエレクトリック・ボート社での建造が認可されたが、1944年7月29日に契約は取り消された。